# Diputació del Regne de Navarra
Diputació del Regne de Navarra (basc Nafarroako Erresumako Aldundia) fou un organisme vigent en l'antic Regne de Navarra entre 1501 i 1839. Era un òrgan delegat de les Corts de Navarra per vigilar l'execució de les seves disposicions en els períodes en què no estaven reunides. El seu caràcter permanent no es va establir fins a 1576, data tardana si la comparem amb els veïnes corones de Castella que la van crear en 1525, i la d'Aragó que estava desenvolupada en el segle xiv. Al llarg de l'edat moderna van ser incrementant les seves competències en l'àmbit de les obres públiques, la conservació de les muntanyes i l'administració municipal. Es componia de set membres nomenats pels tres braços de les Corts, dues de l'Eclesiàstic, dos del militar i quatre membres de les ciutats però amb dos vots, i presidida pel Bisbe de Pamplona.
Va ser suprimida juntament amb les altres institucions del Regne per la Llei Paccionada de 1841 i substituïda en les seves funcions per la Diputació Provincial, després denominada Diputació Foral de Navarra.